# 嵌貝澱粉孢菌
嵌貝澱粉孢菌（学名：Amylosporus campbellii）屬真菌界担子菌门傘菌綱紅菇目刺孢多孔菌科黑孢孔菌属的一種真菌，是土棲寄生的中大型菇類。